# (1104) Syringa
(1104) Syringa ist ein Asteroid des Hauptgürtels, den am 9. Dezember 1928 der deutsche Astronom Karl Wilhelm Reinmuth in Heidelberg entdeckte.
Der Asteroid ist nach der Pflanzengattung der Flieder benannt.